# Mateusz Bezwiński
Mateusz Bezwiński (ur. 28 września 2001 w Krakowie) – polski hokeista.

## Kariera
- Cracovia do lat 14 (2014/2015)
- MKS Sokoły Toruń do lat 16 (2014-2016)
- MKS Sokoły Toruń do lat 18 (2017/2018)
- MKS Sokoły Toruń do lat 20 (2017-2019)
  -  SMS Toruń (2018/2019)
  -  SMS PZHL do lat 23 (2018/2019, 2019/2020)
- Cracovia (2019-)
  -  Cracovia do lat 20 (2019/2020)
  -  MKS Cracovia (2019/2020, 2020/2021)

Wychowanek hokejowej Akademii Cracovii. Karierę rozwijał także w MKS Sokoły Toruń. Na początku września 2019 ogłoszono podpisanie przez niego trzyletniego kontraktu na występy w seniorskiej drużynie Cracovii.
W barwach reprezentacji Polski do lat 18 uczestniczył w turnieju mistrzostw świata juniorów do lat 18 edycji 2019 (Dywizja IIA). W barwach reprezentacji Polski do lat 20 uczestniczył w turnieju mistrzostw świata juniorów do lat 20 edycji 2020 (Dywizja IB).

## Sukcesy
Reprezentacyjne
- Awans do mistrzostw świata juniorów do lat 18 Dywizji I Grupy B: 2019[4]

Klubowe
- Srebrny medal mistrzostw Polski: 2021 z Cracovią
- Puchar Polski: 2021 z Cracovią

Indywidualne
- Mistrzostwa świata do lat 18 w hokeju na lodzie mężczyzn 2019/II Dywizja#Grupa A:
  - Drugie miejsce w klasyfikacji strzelców turnieju: 5 goli[5]
  - Siódme miejsce w klasyfikacji asystentów turnieju: 5 asyst[6]
  - Piąte miejsce w klasyfikacji kanadyjskiej turnieju: 10 punktów[7]
  - Pierwsze miejsce w klasyfikacji +/- turnieju: +12[8]
  - Drugie miejsce w klasyfikacji skuteczności wygrywanych wznowień w turnieju: 65,52%[9]
  - Najlepszy zawodnik reprezentacji w turnieju[10]